# Anton Mežnarc
Anton (Tone) Mežnarc slovenski katoliški duhovnik in prevajalec Svetega pisma. * 13. junij 1833, Selo pri Žirovnici; † 11. maj 1900, Kranj.
Rodil se je očetu Jerneju in materi Mini (rojena Jeglič). Bil je posvečen leta 1856. Eno leto je služboval na Šenturški Gori. Nato je župnikoval v Kranju, kjer je posstal tudi dekan. Umrl je v Kranju. V mrliški knjigi kranjske župnije je vpisan s priimkom Mežnarec.
Sodeloval je pri prevajanju nove slovenske Biblije na pobudo škofa Antona Alojzija Wolfa z Jurijem Volcem, Francem Metelkom, Andrejem Čebaškom, Andrejem Gollmayerjem, Luko Jeranom, Matevžem Ravnikarjem, Jurijem Grabnerjem, Petrom Hicingerjem, Matijo Hočevarjem, Josipom Marnom, Antonom Lesarjem, Antonom Pintarjem, Andrejem Zamejicem, Valentinom Oroženom in Felicijanom Globočnikom.
Napisal je molitvenik Jezus na križi moja ljubezen! (1858), ki je doživel več ponatisov.